# La Habra
La Habra es una ciudad, fundada en 1925, ubicada en el condado de Orange en el estado estadounidense de California. En el año 2007 tenía una población de 62,635 habitantes y una densidad poblacional de 3,296 personas por km².

## Toponimia
El origen del nombre de esta ciudad deriva de la palabra española abra. En castellano abra denomina a la abertura ancha y despejada que existe entre dos montañas.

## Geografía
La Habra se encuentra ubicada en las coordenadas {33°55′55″N 117°56′46″O / 33.931944, -117.946111. Según la Oficina del Censo, la ciudad tiene un área total de 19 km² (7,3 mi²), de la cual 19 km² (7,3 mi²) es tierra y 0 km² (0 mi²) (0%) es agua.

### Localidades adyacentes
El siguiente diagrama muestra a las localidades en un radio de 8 kilómetros (5 mi) de La Habra.

## Demografía
Según la Oficina del Censo en 2000 los ingresos medios por hogar en la localidad eran de $47,652, y los ingresos medios por familia eran $51,971. Los hombres tenían unos ingresos medios de $36,813 frente a los $30,466 para las mujeres. La renta per cápita para la localidad era de $18,923. Alrededor del 22.9% de la población estaban por debajo del umbral de pobreza.